# Daniel Desnoyers
Daniel Desnoyers (* 27. Februar 1957 in Québec) ist ein kanadischer Bogenschütze.
Desnoyers, dessen Heimatverein die Les Francs Archers de Ste.-Foy waren, nahm an den Olympischen Spielen 1988 in Seoul teil. Er belegte Platz 51 und wurde mit der Mannschaft 16.
Desnoyers war 1984 kanadischer Sportler des Jahres; 1985, 1987 und 1989 vertrat er Kanada bei den Weltmeisterschaften.